# Жеремуабу
Жеремуабу (порт. Jeremoabo)  —  муниципалитет в Бразилии, входит в штат Баия. Составная часть мезорегиона Северо-восток штата Баия. Входит в экономико-статистический  микрорегион Жеремоабу. Население составляет 32 339 человек на 2006 год. Занимает площадь 4761,114 км². Плотность населения — 6,8 чел./км².
Праздник города — 6 июля. 

## История
Город основан в 1925 году.

## Статистика
- Валовой внутренний продукт на 2003 год составляет 54 394 159,00 реалов (данные: Бразильский институт географии и статистики).
- Валовой внутренний продукт на душу населения на 2003 год составляет 1622,59 реалов (данные: Бразильский институт географии и статистики).
- Индекс развития человеческого потенциала на 2000 год составляет 0,557 (данные: Программа развития ООН).